# Dendrogaster punctata
Dendrogaster punctata is een kreeftachtigensoort uit de familie van de Dendrogastridae. De wetenschappelijke naam van de soort is voor het eerst geldig gepubliceerd in 1982 door Grygier.